# Sabinito, San Martín Chalchicuautla
Sabinito är en ort i Mexiko.   Den ligger i kommunen San Martín Chalchicuautla och delstaten San Luis Potosí, i den sydöstra delen av landet, 230 km norr om huvudstaden Mexico City. Sabinito ligger 140 meter över havet och antalet invånare är 132.
Terrängen runt Sabinito är platt. Runt Sabinito är det ganska tätbefolkat, med 90 invånare per kvadratkilometer. Närmaste större samhälle är Tampacan, 18,2 km väster om Sabinito. Omgivningarna runt Sabinito är en mosaik av jordbruksmark och naturlig växtlighet.